# Bernd Eichinger
Bernd Eichinger (ur. 11 kwietnia 1949 w Neuburg an der Donau, zm. 24 stycznia 2011 w Los Angeles) – niemiecki producent filmowy i reżyser.

## Życiorys
W latach 70. studiował w Wyższej Szkole Telewizji i Filmu w Monachium. W 1979 kupił udziały w Neue Constantin Film i stał się dyrektorem wykonawczym. Pod jego kierownictwem, Constantin Film stała się jednym z najbardziej udanych niemieckich firm filmowych. Napisał scenariusz do filmu Upadek w reżyserii Olivera Hirschbiegela. W 2005 roku był przewodniczącym rady nadzorczej i nadal był w posiadaniu znacznego udziału w spółce. Eichinger wyprodukował również kilka filmów samodzielnie.
Zmarł na atak serca w Los Angeles 24 stycznia 2011. Został pochowany na Cmentarzu Bogenhausen w Monachium.